# Vendetta: High Art and Low Cunning at the Birth of the Renaissance
Vendetta: High Art and Low Cunning at the Birth of the Renaissance ist eine Monografie des Historikers, Sicherheitsanalysten und Schriftstellers Hugh Bicheno. Sie erschien im Jahr 2008 bei Weidenfeld & Nicolson in London und wird der Mikrogeschichte zugeordnet. Anhand einer Familienfehde zwischen dem Malatesta- und dem Montefeltro-Clan beschreibt der Autor die Geschichte des „Zeitalters der Condottieri“. Das Werk widmet sich dem ausgehenden Mittelalter in Italien mit Fokus auf die Regionen Emilia-Romagna und die Marken vom 13. bis zum 15. Jahrhundert.

## Inhalt
Bicheno legt zu Beginn dar, dass er es für nötig hält, sowohl den Ansatz der marxistischen Geschichtsschreibung als auch denjenigen der „politischen Korrektheit“, der eng mit dem „American Way“ gekoppelt ist, beiseite zu legen. Er plädiert dafür, die Geschichte der Menschheit als eine der Kontingenz zu verstehen. Damit meint er, dass Historiker im Nachhinein geschichtliche Gegebenheiten zwar in einen kohärenten Narrativ bringen können; für die damals involvierten Menschen war es jedoch meist schwierig zu verstehen oder gar unvorstellbar, was einzelne Ereignisse zu bedeuten haben sollten. Um diese These zu untermauern, fasst der Autor eine mikrogeschichtliche Perspektive ins Auge. Durch die Konzentration auf Einzelpersonen im Italien des ausgehenden Mittelalters (insbesondere Federico Montefeltro und Sigismondo Malatesta) und deren lokale und soziokulturelle Verortung kann Bicheno aufzeigen, dass vermeintlich kleine oder marginale geschichtliche Ereignisse zu anscheinend überproportionalen Wirkungen führen können.
Als zentrales Fallbeispiel dient ihm die feindselige Beziehung zwischen den Familien der Montefeltri und der Malatesti, zweier italienischen Söldnerdynastien. Um den über Jahrhunderte schwelenden Konflikt mit all seinen Implikationen verstehen zu können, reiche es nicht, in serieller Geschichtsschreibung Hauptereignisse auf einer Makro-Ebene zu erfassen, sondern es müssten vielmehr individuelle Kontextualisierungen vorgenommen werden. Es stellt sich heraus, dass oft die Handlung einer einzelnen Persönlichkeit für den Verlauf der Geschichte und speziell auch für den Beginn des sogenannten Zeitalters der Renaissance entscheidender war als der Einfluss großer Ereignisse. Wer wen heiratete, ob (männlicher oder weiblicher oder überhaupt) Nachwuchs gezeugt wurde und wie dieser sich dann wiederum verhielt, überwiegt nach Bicheno den Auswirkungen der großen Schlachten oder Machtwechseln auf nationaler Ebene. Bicheno nennt diese Situationen „was wäre, wenn“-Momente, in denen die Geschichte sich ganz einfach auch hätte anders entwickeln können.
Der Autor stellt eine Vielzahl weiterer Thesen auf, die er im Verlaufe des Buches aufgreift. Eine der wichtigsten Thesen des Werkes besteht darin, dass Bicheno dem Zeitalter der Condottieri zwar eine große Zerstörungskraft zuschreibt, diese aber auch als kreativ charakterisiert und sie somit als einen Treiber für die Wegbereitung der Renaissance bezeichnet. Exemplarisch zeigt er dies am Beispiel des Tempio Malatestiano, dem er ein eigenes Kapitel widmet. Sigismondo Malatesta, von den meisten Historikern zum Sinnbild des destruktiven und brutalen Condottiere auserkoren, nutzte den Reichtum, den er sich durch das Söldnerhandwerk erarbeitet hatte, um den Architekten Leon Battista Alberti zum Neubau einer Franziskanerkirche zu engagieren. Bezeichnend ist nun nicht nur, dass das die benötigten finanziellen Mittel aus der Kriegsführung stammten, sondern auch, dass ein kirchliches Gebäude zu einem Tempel für eine Einzelperson umgebaut wurde, um deren Ruhm festzuhalten. Die ehemalige Kirche wurde so zu einer ästhetischen Kultstätte umfunktioniert, was den sich verringernden Machteinfluss der Religion widerspiegelt. Bicheno konstatiert, dass der hochkultivierte Malatesta, gerade auch in seiner Ansicht über die Nichtexistenz eines Lebens nach dem Tod, sehr moderne Ansichten vertrat und somit den humanistischen Werten der Renaissance Vorschub leistete.

## Synopsis
Vor diesem Meta-Hintergrund kombiniert Bicheno auf unterhaltsame Art und Weise, dabei aber auch sehr detailliert, die Geschichte der Fehde der beiden Familienclans mit den größeren Zusammenhängen der Geschichte Italiens vom 13. bis zum 15. Jahrhundert und dem Aufkommen der Renaissance. Wie der Titel schon signalisiert, stellt der Autor vor allem die Durchtriebenheit der Condottieri und die Entfaltung der Künste der Renaissance, die zu dieser Zeit ihren Anfang nahmen, ins Zentrum des Werks.
Die Anfangskapitel des Buches sind vor allem dem historischen Kontext gewidmet. Nach einer Einführung über die Entstehung der Vendetta beschreibt der Autor die Strukturen der Gebiete der Marken und der Emigila Romagna, die Condottieri sowie deren Verzahnungen mit weltlicher und kirchlicher Macht, ihre Darstellung in der Kunst und welche wichtige Rolle ihnen in den Patronagen für unterschiedliche Kunstaufträge im beginnenden 14. Jahrhundert zukamen. Als Abschluss findet sich auf den letzten Seiten eine Dokumentation über verschiedene im Buch erwähnte Orte und Bauwerke, die der Autor für seine Recherchearbeit besuchte.
Erst ungefähr in der Hälfte des Werks beleuchtet Bicheno die eigentlichen Protagonisten: Sigismondo Malatesta und Federico Montefeltro. Der Autor versucht in diesen Kapiteln unter anderem, die Stereotypen und Vorurteile gegenüber den beiden Charakteren zu ergründen und zu relativieren. So kommt er beispielsweise zum Schluss, dass der vielgepriesene Federico Montefeltro, der oft als idealer Condottiere, Liebhaber der Künste und frommer Christ beschrieben wird, durchaus auch von profitorientiertem Denken geleitet wurde. Er verwendete den Reichtum, den er Ende seines Lebens angesammelt hatte, vor allem zur Reinvestition in Kunst, aber nicht um der Kunst, sondern um des Geldes willen.
Zu Lebenszeit der beiden Condottieri spitzte sich die 200-jährige Blutfehde ihrer Familien mehr und mehr zu und fand im Jahre 1462 schließlich ihr Ende. Während über einem Jahr hatten sich die beiden Kontrahenten zuvor in vielen Auseinandersetzungen gemessen. Schließlich ging Montefeltro als Sieger aus dem Krieg hervor, Malatesta musste sich mit einem Minimum an Landbesitz und dem Verlust seiner Ehre abfinden.

## Rezeption
In ihrem Buch What is microhistory? erläutern die Autoren István Szijártó und Sigurður Gylfi Magnússon drei Punkte, anhand derer sie Mikrogeschichte definieren. Das erste Merkmal besteht in der „intensiven historischen Investigation eines relativ gut definierten, kleinen Objekts“. Das zweite sehen die Autoren im Gebrauch von Synekdochen und als drittes Charakteristikum nennen sie die soziale Handlungsfähigkeit des Individuums. Bicheno erfüllt mit seinem Buch alle drei, wobei er insbesondere dem letzten Aspekt Rechnung trägt, indem er die Kontingenz und individuelle Handlungsfähigkeit gegenüber der Macht überpersonaler Strukturen vorzieht und diesen somit mehr Wichtigkeit einräumt. Vendetta wird von den beiden entsprechend als mikrogeschichtliches Werk eingeordnet und im Kapitel The American microhistory of Italy vorgestellt. Sie attestieren Bicheno, dass sein Werk dank den detaillierten Ausführungen zur Kriegsführung in der Renaissance die beste Informationsquelle zu diesem Thema darstelle.
Aus wissenschaftlicher Sicht lässt sich dem Autor vorwerfen, dass seine Quellenzitierung schwer nachzuvollziehen ist und den gängigen Standards nicht entspricht. Der Leser muss größtenteils selbst herausfinden, auf welche Quelle Bicheno sich bei einzelnen Aussagen wirklich stützt.
In der akademischen Welt sind wenige Kritiken zu der Monografie erschienen; auch im populärwissenschaftlichen Bereich blieb die Wirkung bescheiden. In einem Artikel im Telegraph kritisiert der Journalist und Militärhistoriker Saul David, dass das Projekt zwar in seinem Abriss viel verspricht, dass das Buch aber nicht mehr als ein unfertiges Skript darstelle. Dadurch bleibe es unfokussiert und könne den Leser nicht über längere Zeit fesseln. Des Weiteren stellt er fest, dass die behandelte Periode zu breit gefasst und der Autor deswegen gezwungen sei, unzählige Persönlichkeiten zu umschreiben, was den Leser stellenweise erdrücke.

## Ausgabe
- Englische Originalausgabe: Hugh Bicheno: Vendetta: high art and low cunning at the birth of the Renaissance. Weidenfeld & Nicolson, London 2008, ISBN 978-0-297-84634-5.